# Клавир
Клавир (Piano), је акустични, жичани музички инструмент са диркама код којег се тон производи ударом филцем прекривеним чекићем о металну жицу. Због својих великих техничких и изражајних могућности клавир је један од инструмената са најбогатијом музичком литературом. Опсег клавира обухвата тонове од субконтра A до . Музика за клавир најчешће се пише у два линијска система. Горњи систем се углавном изводи десном руком, и најчешће се записује у виолинском кључу док се доњи систем углавном изводи левом руком и записује у бас-кључу. Извођач чији је инструмент клавир зове се пијаниста.
Клавир је изумео Бартоломео Кристофори у Италији око 1700. године (тачна година није позната). Он се свира користећи клавијатуру, која је низ дирки (малих полуга) које извођач притиска или удара прстима обе руке како би узроковао да чекићи ударају у жице. Реч piano је скраћена форма речи pianoforte, италијанског термина за верзије инструмента из раних 1700-их, што је изведено из назива gravicembalo col piano e forte и fortepiano. Италијански музички термини piano и forte назначавају „мек” и „гласан” респективно, што се у овом контексту односи на варијације јачине (тј., гласности) произведене у респонсу на додир или притисак пијанисте на дирке: што је већа брзина притиска дирке, то је већа сила чекића који удара струне, и то је гласнији звук произведене ноте. Име овог инструмента је креирано у контрасту са чембалом, музичким инструментом који не омогућава варијације јачине. Први фортепијано инструменти током 1700-их имали су тиши звук и мањи динамички опсег.
Акустични клавир обично има заштитну дрвену кутију која окружује звучну плочу и металне струне, које су постављене под великим напрезањем на тешки метални рам. Притискање једне или више дирки на клавијатури клавира узрокује да тапацирани чекић (типично обложен чврстим филцом) удара по струнама. Чекићи се одбијају од струна, и струне настављају да вибрирају на својим резонантним фреквенцијама. Те вибрације се преносе кроз мост до звучне плоче која појачава звук ефикаснијим спрезањем акустичне енергије ваздуха. Када се дирка ослободи, дампер зауставља вибрације струна, завршавајући звук. Ноте се могу одржати, чак и када на диркама нису прсти, користећи педале на дну инструмента. Задржавање педале омогућава пијанистима да свирају музичке пасаже који би иначе били немогући, као што извођење акорда од 10 нота у доњем регистру, и затим док се овај акорд наставља уз притиснуту педалу, померање обе руке у опсег високих тонова да би се свирале мелодије и арпеђата поврх овог задржаног акорда. За разлику од оргуља и чембала, два главна инструмента са тастатуром у широкој употреби пре клавира, клавир омогућава градације јачине и тона према томе како снажно се изврши притисак или ударе дирке.
Већина модерних клавира има ред од 88 црних и белих дирки, 52 белих дирки за ноте Це-дурне лествице (Ц, Д, Е, Ф, Г, А и Б) и 36 краћих црних дирки, које су издигнуте изнад белих дирки, и постављене више назад на клавијатури. То значи да клавир може да производи 88 различитих висина тона (или „нота”), идући од најдубљег басног опсега до највишег сопрана. Црне дирке су за „предзнаке” (Ф♯/Г♭, Г♯/А♭, А♯/Б♭, Ц♯/Ц♭, и Д♯/Е♭), који су потребни да би свирало у свих дванаест лествица. У ређим случајевима, неки клавири имају додатне дирке (што захтева додатне струне). Већина нота има три струне, изузев басова, који градирају од једне до две. Струне производе звук кад је дирка притиснута или ударена, и бивају утишане дамперима када се руке подигну са клавијатуре. Мада акустични клавир има струне он се обично класификује као ударачки инструмент, пре него жичани инструмент, пошто струне бивају ударене уместо да се окидају (као код чембала или спинета); у Хорнобестел-Закс систему класификације инструмента, клавири се сматрају кордофоним инструментима. Постоје два главна типа клавира: велики клавир и усправни клавир. Велики клавир се користи за класична соло извођења, камерну музику, и уметничке песме. Он се често среће на џез и поп концертима. Усправни клавир, који је компактнији, је најпопуларнији тип, пошто је подесније величине за употребу у приватним домовима за прављење домаће музике и праксу.
Током 1800-их, под утицајем музичких трендова романтичарске музичке ере, иновације као што је оквир од ливеног гвожђа (што је омогућило много веће напрезање струна) и аликвотно ожичавање дали су великим клавирима моћнији звук, са дужим задржавањем и богатијим тоном. У деветнаестом веку, породични клавир је играо исту улогу као што су радио или фонограф играли у двадесетом веку; кад је породица деветнаестог века желела да чује ново објављени музички комад или симфонију, они су је могли чути тако што би члан породице свирао клавир. Током деветнаестог века, музички издавачи су производили мноштво музичких радова у аранжманима за клавир, тако да љубитељи музике могу свирати и чути популарне комаде у својој кући. Клавир је нашао широку примену у класичној музици, џезу, традиционалној и популарној музици за соло и групно извођење, праћење, и за компоновање, писање песама и испробавање. Мада је клавир веома тежак и стога није портабилан, и скуп је (у поређењу са другим пратећим инструментима у широкој употреби, као што је акустична гитара), његова музичка свестраност (тј., његов широк звучни распон, способност свирања акорда са до десет нота, гласнијих и мекших нота и две или више независних музичких линија у исто време), велики број музичара и аматера је обучен да га свира. Његова широка доступност у перформанским просторима, школама и просторима за пробу учинила га је једним од најзначајнијих музичких инструмената западног света. Са технолошким напрецима, појачани електрични клавири (1929), електронски клавири (1970-те), и дигитални клавири (1980-те) су исто тако били развијени. Електронски клавир је постао посебно популаран инструмент током 1960-их и 1970-их у жанровима џез фузије, фанка и рок музике.

## Историја клавира
Клавир, је наследник чембала, клавикорда и других некадашњих инструмената са диркама. Општеприхваћено мишљење је да је изумитељ клавира Бартоломео Кристофори, који је своју идеју по први пут реализовао око 1720. године, тако што је уместо тада коришћеног механизма гавранових пера која окидају жицу направио систем чекића који звук производе ударцем о жицу. Тиме је постигао зависност јачине одсвираног тона од јачине удара прста на дирку што је у то време била новост, јер се раније окидањем жице преко механике дирки могла постизати само једна јачина тона. Због овога су се први клавири називали „piano e forte“ (итал. piano e forte - тихо и гласно). Piano e forte је први почео правити Готфрид Зилберман (Gottfried Silberman), немачки израђивач инструмената са диркама. Његови ученици су наставили производњу ових инструмената и усавршавали је у Енглеској и Бечу, по којима су развијени механизми добили имена. Израда клавира са бечком механиком била је најмасовнија на прелазу из 19. у 20. век. Временом ју је потиснула енглеска механика, која је и данас доминантна.

### Изум
Изум клавира се придаје Бартоломеу Кристофорију (1655–1731) из Падове, Италија, који је радио за Фердинанда де Медичија, Великог принца Тосканије, као одржавалац инструмената. Кристофори је био експерт у прављењу чембала, и био је добро упознат са телом знања о струнском клавијатурним инструментима. Он је искористио своје познавање механизмима и дејства чембала у развоју првих клавира. Није познато тачно када је Кристофори први пут направио клавир. Попис који су направили његови послодавци, породица Медичи указује на постојање клавира до 1700. године; други документ сумњиве аутентичности означава датум из 1698. Три Кристофоријева клавира који су очувани до данас датирају из 1720-их. Кристофори је именовао инструмент un cimbalo di cipresso di piano e forte („чемпресна клавијатура са са меким и гласним”), што је временом скраћено као pianoforte, fortepiano, и касније једноставно пијано.
Док чембало омогућава изражајну контролу јачине и одржавања, превише је тих за велике перформансе у великим дворанама. Чембало производи довољно бучан звук, нарочито када се спојник придружује сваком кључу на оба приручника двокомпонентног чембала, али не нуди динамичку или експресивно акцентовану контролу над сваком нотом. Чембало не може да произведе разноликост динамичких нивоа из исте клавијатуре током музичког пролаза (мада свирач може да користи двокомпонентно чембало да измењује два различита сета дирки [поставке на чембалу које одређују који сет струна производи звук], чиме могу да буду обухваћени бучнији и тиши ниво). Клавир нуди најбоље од оба инструмента, комбинујући способност гласног свирања и извођења оштрих тонова. Клавир може више да пројектује током клавирског концерта и да се користи на већим представама, са динамичком контролом која омогућава низ динамика, укључујући меко, тихо свирање.
Кристофоријев велики успех је био у решавању, без познатих ранијих примера, фундаменталног механичког проблема дизајнирања струнског клавијатурног инструмента у коме се ноте производе ударцима чекића. Чекић мора ударити струну, али без задржавања контакта са њом, зато што би то пригушило звук и зауставило вибрацију жице и стварања звука. То значи да након удара у струне, чекићи се морају подићи или уздигнути са струна. Штавише, чекић се мора вратити то своју позицију при мировању без насилног одскакивања, и он се мора вратити у позицију у којој је спреман за примену скоро одмах након што је дирка отпуштена тако да свирач може брзо поновити исту ноту. Начин рада Кристифоријевог клавира је служио као модел за многе приступе деловања клавира који су следили током следећег века. Кристофоријеви рани инструменти су били израђени од танких струна, и били су знатно тиши од савременог клавира, али су они били много гласнији и са више одржавања у односу на чембало — једини претходни клавијатурни инструмент са способношћу динамичких нијанси путем тежине или силе са којом се клавир свира.

### Рани фортепијано
Кристофоријев нови инструмент је остао релативно непознат све док италијански писац Счипионе Мафеј није написао ентузијастичан чланак о њему 1711. године, укључујући дијаграм механизма, који је био преведен на немачки и широко дистрибуиран. Већина следеће генерације градитеља клавира започела је свој рад на основу читања овог чланка. Један од тих градитеља је био Готфрид Силберман, боље познат као градитељ оргуља. Силберманови клавири су били виртуално директне копије Кристофоријевих, са једним важним додатком: Силберман је изумео претходницу модерне дампирајуће педале, која подиже све дампере са жица симултано. То омогућава пијанисти да одржи притиснуте ноте чак и након што његови прсти више не притискају дирке. Овај изум је омогућио пијанистима да на пример свирају гласне акорде са обе руке у доњем регистру инструмента, одрже акорд помоћу дампирајуће педале, и затим, уз акорд који наставља да звучи, преместе руке до другог регистра клавијатуре у припреми за наредну секцију.

## Делови клавира

### Резонатор и оквир
Спољашњи део клавира чини дрвено кућиште са три ноге. Само кућиште има облик положене харфе, а на његовој горњој страни се налази поклопац који се може отворити. Две ноге између којих се налазе педали се као и клавијатура налазе на предњем делу кућишта. Трећа нога се налази на задњем делу кућишта.
Унутар кућишта налази се оквир направљен од челика или ливеног гвожђа на коме су затегнуте жице чијим вибрирањем се производе тонови. Око жица за најдубље тонове (од 2A до 1Fis) се налази додатни намотај бакарних нити да би се добила боља звучност. По две жице има сваки тон од  до Ais, а по три све остале (H до ). Жице су причвршћене за металне чивије, чијим се затезањем и отпуштањем клавир штимује.
На дну кућишта се налази дрвени резонатор са попречним ребрима који је направљен од јеловине.

### Клавијатура и механизам
Клавијатура клавира има 88 дирки - 52 беле и 36 црних. Беле дирке су у прошлости по правилу прекриване слојем слоноваче, док се данас за ове сврхе махом користи пластика. Њима су представљени дијатонски тонови C, D, E, F, G, A и H. На црним диркама се свирају повишени дијатонски тонови који немају своје еквиваленте међу онима који су преко белих већ доступни (нпр. дирка за eis не постоји јер одговара тону f) а којих у једној октави има пет - Cis, Dis, Fis, Gis, Ais или Des, Es, Ges, As, Be.
Притиском прста на дирку покреће се механизам који филцом обложеном чекићу преноси удар прста на клавијатури. Чекић удара жицу и спушта се испод њеног нивоа, како би ова могла слободно да вибрира. Када се прст повуче са дирке, чекић се врати у првобитни положај а на ударену жицу се спушта пригушивач, који спречава даље вибрације.

### Педали
Педалима се изражајне могућности клавира обогаћују. Најчешће употребљаван је десни педал. Њиме се пригушивачи подижу са жица, дозвољавајући им да слободно вибрирају. Тиме се не постиже само природно вибрирање жица него и слободна резонанција међу њима.
Леви педал (или итал. Una corda) користи се за постизање меког и баршунастог звука. Његовим притискањем се клавијатура помера мало удесно, заједно са целим механизмом, па чекић уместо у три удара у две жице, или уместо у две у једну.
Средњи педал се ретко користи и велики број клавира израђено је без њега. Ефекти који се постижу употребом средњег педала нису стандардизовани и зависе од произвођача.

## Врсте клавира

### Пијанино
Пијанино итал. pianino (деминутив) инструмент је мање величине намењен за кућну употребу и направљен са сврхом уштеде простора. Има мањи резонатор него клавир, због чега су му жице распоређене усправно (енгл. Upright piano). Мањи резонатор значи и мањи волумен звука, али иначе овај инструмент звучи исто као и клавир.

## Израђивачи клавира
Кроз историју су појављивали се и нестајали бројни градитељи клавира, који су га усавршавали. Ипак постоје неки произвођачи клавира које су се до дан данас одржали. Неки од њих су познати у целом свету:
- C. Bechstein
- Fazioli
- W. Hoffmann
- Zimmermann
- Kawai

## Примери из музичке литературе
- Месечева соната (Лудвиг ван Бетовен)
- Фантазија за клавир - це-мол (Волфганг Амадеус Моцарт)
- Концерт у це-молу и де-молу (Сергеј Рахмањинов)
- Минутни валцер (Фредерик Шопен)